# Дом де Леви
Леви (Lévis) — родовитый знатный аристократический род баронов (владетельных вельмож и правителей нескольких сеньорий), рыцари которые играли выдающуюся роль в истории Лангедока. Представители этого рода в XVII веке именовались герцогами де Вантадур, в XVIII веке — герцогами де Мирпуа и де Леви, в XIX и XX веках — герцогами де Сан-Фернандо-Луис (испанский титул, унаследованный по женской линии от последних Монморанси-Лавалей), Грандов Испании, Пэров и Маршалов Франции, династии Кардиналов и Архиепископов, Оша, Арлья, Байона и губернаторов Лангедока, Артуа и Руэрга, виконта Новой Франции. По названию одноимённой фамилии назван город в Канаде — Леви, в провинции Квебек. 

## Истоки
С 1181 года известен Филипп де Леви — владелец сеньории Леви-Сен-Ном неподалёку от современного Версаля. По ономастическим и географическим соображениям полагают[кто?], что он принадлежал к младшей ветви одного из графских домов Иль-де-Франса — сеньоров Шеврёза либо баронов дома Монфор-л’Амори, поскольку во всех трёх домах встречаются имена Ги, Симон и Филипп, в сторону Монфоров, выступает и тот факт, что также и сам герб был очень схож с гербом Регинаридов (к двум чёрным треугольным полосам, добавилась ещё одна снизу, третья). На факт родства также намекают и взаимоотношения между Симоном де Монфором и Ги I де Леви, о которых рассказанно ниже.
Как бы то ни было, сын его Ги I де Леви — правая рука Симона де Монфора в Альбигойском крестовом походе, так называемый «маршал крестового похода» — получил от своего покровителя в наследственное владение крепость Монсегюр и сеньорию Мирпуа в землях графов де Фуа на юге Франции. Несмотря на сложные отношения с домом де Фуа, потомки Ги I неуклонно распространяли свои владения и влияние на юге Франции. Среди титулов средневековых Леви постоянно фигурируют такие, как сенешаль Каркасона, маршал де Мирпуа и принца Де Мобюсона.
Внук «маршала крестового похода», Ги III де Леви-Мирпуа' (1240-99) — соратник Карла Анжуйского, командир его рыцарей из Прованса, участник битвы при Беневенто (1266). Дочь выдал за Матье IV де Монморанси, старшего сына Жана женил на дочери Роже Бернара III де Фуа, младшего Филиппа — на наследнице виконтства Лотрек. От старшего сына происходят линии Леви-Мирепуа (старшая) и Леви-Леран (младшая), от младшего сына — линии Леви-Флоренсак, Леви-Вантадур и Леви-Келюс.
|                                                    |  |                                                              |  |                                                       |
| Руины одного из замков баронов Леви на юге Франции |  | Келюс в Лангедоке — бывшая вотчина одной из ветвей рода Леви |  | замок Монпупон — загородная усадьба мадам де Вантадур |

## Леви-Вантадур
- Жильбер III де Леви-Вантадур (ум. 1591) — зять Анна де Монморанси, один из первых кавалеров ордена Святого Духа (1578), наместник Лионне, Форе и Божоле, первый герцог Вантадур (1589).
- Анн де Леви-Вантадур (ум. 1622) — сын предыдущего, 2-й герцог Вантадур, наместник Лимузена (1591), горячий приверженец Генриха Наваррского; женат на дочери Генриха I де Монморанси.
- Генрих де Леви-Вантадур (1596—1651) — сын предыдущего, основатель тайного братства Святых Даров, призванного способствовать деятельности Ришельё, наместник Людовика XIII в Лангедоке; выкупил у своего дяди, Генриха II де Монморанси, права на управление Новой Францией.
- Луи Шарль де Леви-Вантадур (1647—1717) — внук предыдущего, последний герцог Вантадур, известен при дворе своей отталкивающей наружностью и распутным поведением; жена — знаменитая мадам де Вантадур (1654—1744), дочь герцога Кардонского, пассия маршала Вильруа, воспитательница Людовика XV.

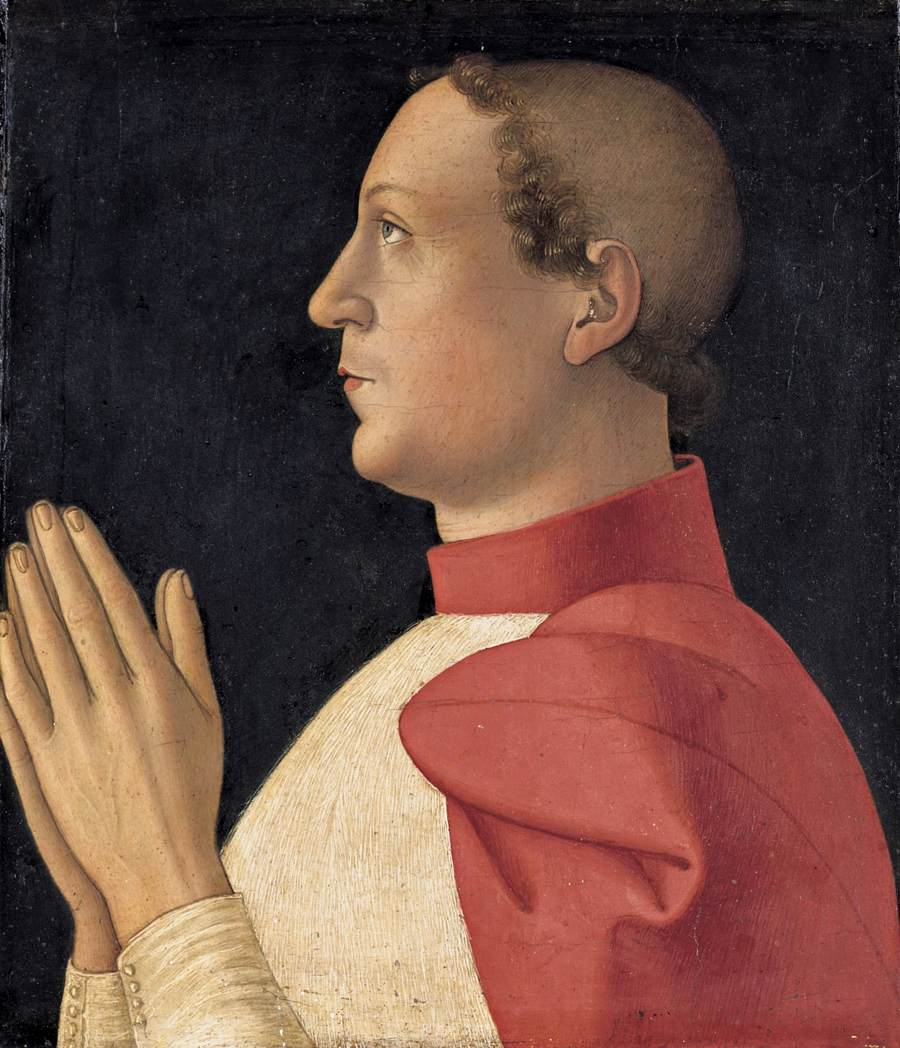
Кардинал Леви на портрете А. Романо (1475)

- Анна Женевьева де Леви-Вантадур (1673—1727) — единственная дочь предыдущих, наследница герцогства Вантадур, которое после ранней смерти её первого супруга (сына герцога Бульона и одной из мазаринеток) унаследовал пасынок — маршал де Роган.

## Леви-Флоренсак и Леви-Келюс
- Филипп де Леви-Флоренсак (ум. 1475) — кардинал-архиепископ Оша (1452) и Арля (1475), самый могущественный прелат Южной Франции своего времени; последние годы провёл при папском дворе в Риме, там и похоронен.
- Юсташ де Леви-Флоренсак (ум. 1489) — брат предыдущего, архиепископ Арльский с титулом кардинала (1475), похоронен в базилике Санта-Мария-Маджоре.
- Филипп де Леви-Флоренсак (1466—1537) — епископ Байонны (1491) и Мирепуа (1462), где выстроил новый епископский дворец.
- Жак де Леви-Келюс (1554-78) — один из миньонов Генриха III, убитых на скандальной тройной дуэли, губернатор области Руэрг.
- Анн Клод Филипп де Леви-Келюс (1692—1765) — внучатый племянник мадам де Ментенон, видный литератор и ценитель искусства, особенно во вкусе рококо.

## Леви-Мирпуа и Леви-Леран
- Гастон Пьер де Леви-Мирпуа (1699—1757) — один из ведущих дипломатов Людовика XV, который возвёл его в герцоги (1751); вёл переговоры с венским двором о сохранении за Францией герцогства Лотарингия; по военной части прошёл путь от мушкетёра до маршала Франции; закончил жизнь губернатором Лангедока.

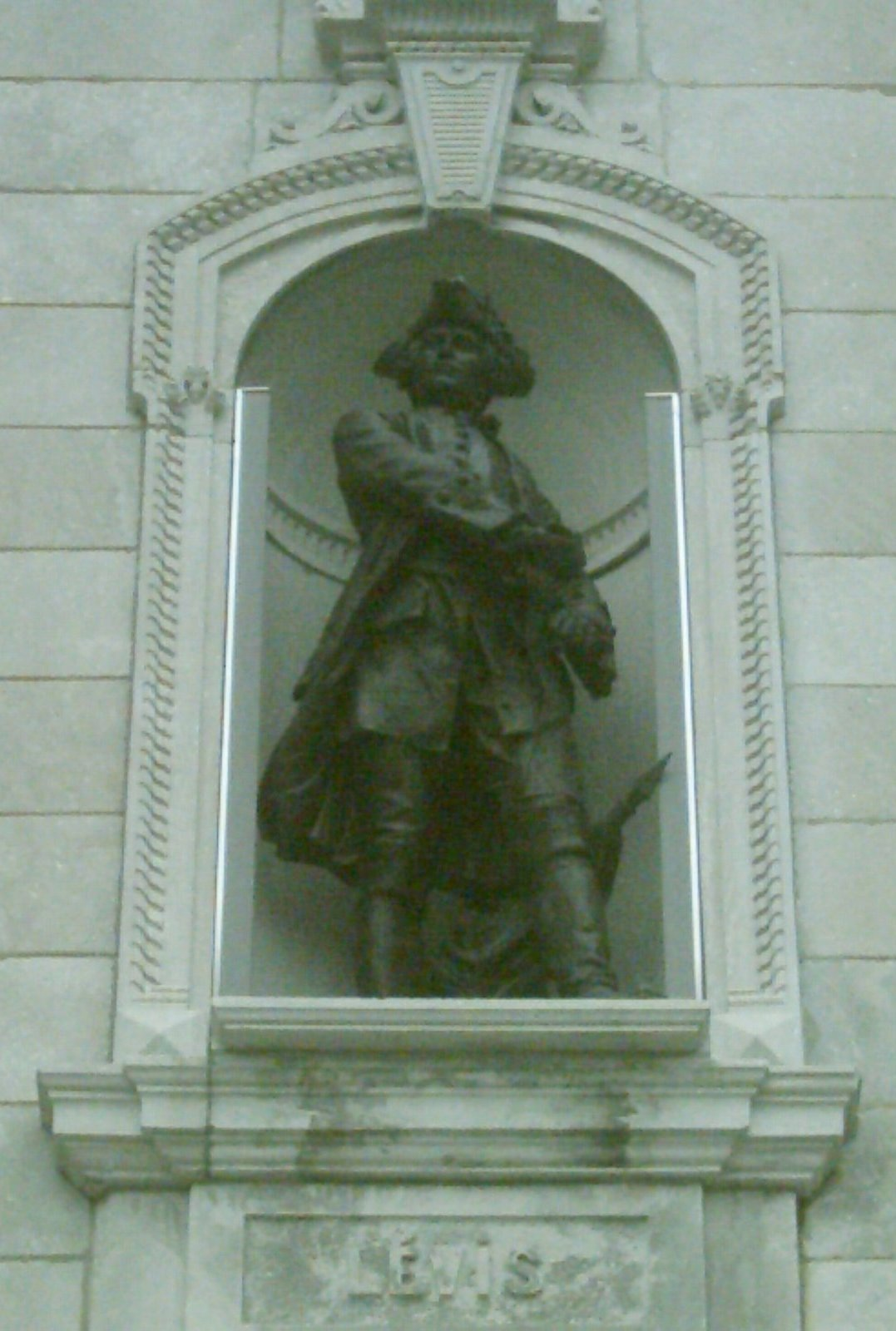
Статуя 1-го герцога де Леви украшает здание квебекского парламента

- Франсуа Гастон де Леви-Леран (1719—1787) — племянник предыдущего, 1-й герцог де Леви (1784), участник войн за польское и австрийское наследство, во время Семилетней войны руководил обороной от англичан Квебека (где его имя носит город Леви); по окончании войн направлен губернатором в Артуа (1766) и произведён в маршалы (1783); его супруга окончила жизнь на гильотине.
- Пьер Марк Гастон де Леви-Леран (1764—1830) — сын предыдущего, 2-й герцог де Леви, депутат учредительного собрания, остроумный писатель на разные темы, автор афоризмов «Положение обязывает» и «Скука — это болезнь, лекарство от которой — труд»; в 1816 г. избран членом Французской академии.
- Антуан де Леви-Мирпуа (1884—1981) — автор книг на исторические темы, член Французской академии (1953), унаследовал от отца титулы гранда Испании и герцога Сан-Фернандо-Луиса; Шарль де Голль в виде исключения в 1961 г. особым указом признал за ним право носить герцогский титул (уникальный случай за всё время Пятой республики).